# Monticellius similis
Monticellius similis är en plattmaskart. Monticellius similis ingår i släktet Monticellius och familjen Spirorchiidae. Inga underarter finns listade i Catalogue of Life.